# Maï Lawan
Maï Lawan (auch: Nai Lawan, Nayi Lawan)  ist ein Dorf in der Stadtgemeinde Maïné-Soroa in Niger.

## Geographie
Das von einem traditionellen Ortsvorsteher (chef traditionnel) geleitete Dorf liegt rund neun Kilometer nordöstlich des urbanen Zentrums von Maïné-Soroa, das zum gleichnamigen Departement Maïné-Soroa in der Region Diffa gehört. Zu den Siedlungen in der näheren Umgebung von Maï Lawan zählt Gabtiari im Norden. Das Dorf befindet sich in der Zone der fruchtbaren Mulden von Maïné-Soroa. Es ist außerdem Teil der 860.000 Hektar großen Important Bird Area des Graslands und der Feuchtgebiete von Diffa. Zu den in der Zone beobachteten Vogelarten zählen Arabientrappen, Beaudouin-Schlangenadler, Braunrücken-Goldsperlinge, Fuchsfalken, Nordafrikanische Lachtauben, Nubiertrappen, Prachtnachtschwalben, Purpurglanzstare, Rothalsfalken, Sperbergeier und Wüstenspechte als ständige Bewohner sowie Rötelfalken, Steppenweihen und Uferschnepfen als Wintergäste.

## Bevölkerung
Bei der Volkszählung 2012 hatte Maï Lawan 627 Einwohner, die in 97 Haushalten lebten. Bei der Volkszählung 2001 betrug die Einwohnerzahl 838 in 145 Haushalten und bei der Volkszählung 1988 belief sich die Einwohnerzahl auf 628 in 110 Haushalten.

## Wirtschaft und Infrastruktur
Mit einem Centre de Santé Intégré (CSI) ist ein Gesundheitszentrum im Ort vorhanden. Es gibt eine Schule.